# M4 (프로그래밍 언어)

m4는 매크로 처리 언어이다. 데니스 리치와 브라이언 커니핸이 만들었다. 보통 프로그래밍을 할 때 기존의 텍스트 템플릿을 다시 사용하기 위해서 사용하지만, 그 외에도 많이 사용한다.
프로그래머들이 어셈블리어를 많이 쓰던 시절에 어셈블리어에서 자주 반복되는 부분을 줄여쓰는 방법을 고안했다. 이후에는 매크로에서 인자만 바꾸어서 다른 값을 만드는 데까지 사용했고 결국 이것이 매크로 처리기로 이어졌다. 1977년에 처음으로 만들어졌고 Rational Fortran을 구현하는 데 사용했다. 오늘날에는 GNU에서 다시 만든 m4가 널리 사용되고 있다.
m4는 일반적인 언어들과 마찬가지로 튜링 완전하다.

## 같이 보기
- C 전처리기
- 매크로 (컴퓨터 과학)
- Make (소프트웨어)
- 템플릿 프로세서